# Thomas Oar
Thomas Michael Oar (Southport, 10 dicembre 1991) è un ex calciatore australiano, di ruolo attaccante.

## Carriera

### Club
Gioca come ala sinistra ed è cresciuto nel Palm Beach. Nel 2008, a neppure 17 anni, debutta in prima squadra nel Brisbane Roar, dove rimane per due stagioni. Ad inizio 2010 viene ingaggiato dagli olandesi dell'Utrecht, dove rimane per cinque stagioni.
Si trasferisce in Inghilterra all'Ipswich Town, in seconda serie, ma qui trova poco spazio, ragion per cui torna in Australia, al Brisbane Roar. Nell'estate del 2017 torna in Europa, e più precisamente a Cipro con l'APOEL, squadra con cui vinse il campionato. A fine stagione torna nuovamente in Australia, questa volta con il C.C. Mariners.

### Nazionale
Ha totalizzato 16 presenze ed una rete nella Nazionale australiana Under-20.
Dal 2010 è nel giro della Nazionale maggiore, dove ha debuttato il 3 marzo contro l'Indonesia, indossando la maglia numero 121 poiché la Federazione pretese di mantenere un numero fisso per ogni giocatore impiegato in Nazionale.
È stato selezionato tra i 30 pre-convocati ai Mondiali di Sudafrica 2010 senza però essere tra i convocati definitivi.
Il 22 dicembre 2009, Oar è stato convocato nella squadra nazionale australiana per il turno di qualificazione per la Coppa d'Asia 2011 contro il Kuwait, ma non ha avuto tempo di gioco. Il 3 marzo 2010 ha fatto il suo debutto per l'Australia in una vittoria per 1-0 contro l'Indonesia nell'ultimo turno di qualificazione per la Coppa d'Asia 2011. La sua prestazione in questa partita ha portato a confronti con Harry Kewell e al potenziale di Oar per succedere al grande australiano.
Nell'agosto 2011 ha giocato nel Mondiale U-20 in Colombia dove ha segnato un calcio di punizione da 30 yard nell'ultimo minuto della partita contro l'Ecuador per pareggiare 1-1. Il gol è stato successivamente votato Gol del Torneo.
Nel 2013, Oar ha segnato il suo primo gol internazionale completo in un turno di qualificazione per la Coppa del Mondo contro il Giappone. La partita è finita 1-1, il gol ha aiutato gli sforzi dell'Australia per qualificarsi per la Coppa del Mondo 2014. In seguito Oar è stato nominato parte della squadra dell'Australia per la Coppa del Mondo FIFA 2014}}, dove ha iniziato e giocato in tutte le rispettive partite del gruppo, e successivamente nella squadra per la Coppa d'Asia 2015.

## Statistiche

### Presenze e reti nei club
Statistiche aggiornate al 13 settembre 2017.
| Stagione             | Squadra              | Campionato           | Campionato | Campionato | Coppe nazionali | Coppe nazionali | Coppe nazionali | Coppe continentali | Coppe continentali | Coppe continentali | Altre coppe | Altre coppe | Altre coppe | Totale | Totale |
| Stagione             | Squadra              | Comp                 | Pres       | Reti       | Comp            | Pres            | Reti            | Comp               | Pres               | Reti               | Comp        | Pres        | Reti        | Pres   | Reti   |
| -------------------- | -------------------- | -------------------- | ---------- | ---------- | --------------- | --------------- | --------------- | ------------------ | ------------------ | ------------------ | ----------- | ----------- | ----------- | ------ | ------ |
| 2015-gen. 2016       | Ipswich Town         | FLC                  | 6          | 0          | FACup+CdL       | 2+1             | 1+0             | -                  | -                  | -                  | -           | -           | -           | 9      | 1      |
| gen.-giu. 2016       | Brisbane Roar        | AL                   | 4+2        | 0          | FFACup          | -               | -               | -                  | -                  | -                  | -           | -           | -           | 6      | 0      |
| 2016-2017            | Brisbane Roar        | AL                   | 22+2       | 1          | FFACup          | 1               | 0               | ACL                | 5                  | 1                  | -           | -           | -           | 30     | 2      |
| Totale Brisbane Roar | Totale Brisbane Roar | Totale Brisbane Roar | 26+4       | 1          |                 | 1               | 0               |                    | 5                  | 1                  |             | -           | -           | 36     | 2      |
| 2017-2018            | APOEL                | AK                   | 19         | 0          | CC              | 0               | 0               | UCL                | 5                  | 0                  | SC          | 1           | 0           | 25     | 0      |
| Totale carriera      | Totale carriera      | Totale carriera      | 55         | 1          |                 | 4               | 1               |                    | 10                 | 1                  |             | 1           | 0           | 70     | 3      |

### Cronologia presenze e reti in nazionale
| Cronologia completa delle presenze e delle reti in nazionale ― Australia | Cronologia completa delle presenze e delle reti in nazionale ― Australia | Cronologia completa delle presenze e delle reti in nazionale ― Australia | Cronologia completa delle presenze e delle reti in nazionale ― Australia | Cronologia completa delle presenze e delle reti in nazionale ― Australia | Cronologia completa delle presenze e delle reti in nazionale ― Australia | Cronologia completa delle presenze e delle reti in nazionale ― Australia | Cronologia completa delle presenze e delle reti in nazionale ― Australia |
| Data                                                                     | Città                                                                    | In casa                                                                  | Risultato                                                                | Ospiti                                                                   | Competizione                                                             | Reti                                                                     | Note                                                                     |
| ------------------------------------------------------------------------ | ------------------------------------------------------------------------ | ------------------------------------------------------------------------ | ------------------------------------------------------------------------ | ------------------------------------------------------------------------ | ------------------------------------------------------------------------ | ------------------------------------------------------------------------ | ------------------------------------------------------------------------ |
| 3-3-2010                                                                 | Adelaide                                                                 | Australia                                                                | 1 – 0                                                                    | Indonesia                                                                | Amichevole                                                               | -                                                                        | 88’                                                                      |
| 24-5-2010                                                                | Melbourne                                                                | Australia                                                                | 2 – 1                                                                    | Nuova Zelanda                                                            | Amichevole                                                               | -                                                                        | 78’ 87’                                                                  |
| 3-9-2010                                                                 | San Gallo                                                                | Svizzera                                                                 | 0 – 0                                                                    | Australia                                                                | Amichevole                                                               | -                                                                        | 84’                                                                      |
| 5-1-2011                                                                 | Al Ain                                                                   | Emirati Arabi Uniti                                                      | 0 – 0                                                                    | Australia                                                                | Amichevole                                                               | -                                                                        | 57’                                                                      |
| 16-10-2012                                                               | Baghdad                                                                  | Iraq                                                                     | 1 – 2                                                                    | Australia                                                                | Qual. Mondiali 2014                                                      | -                                                                        | 79’                                                                      |
| 14-11-2012                                                               | Hwaseong                                                                 | Corea del Sud                                                            | 1 – 2                                                                    | Australia                                                                | Amichevole                                                               | -                                                                        |                                                                          |
| 26-3-2013                                                                | Sydney                                                                   | Australia                                                                | 2 – 2                                                                    | Oman                                                                     | Qual. Mondiali 2014                                                      | -                                                                        | 76’                                                                      |
| 4-6-2013                                                                 | Saitama                                                                  | Giappone                                                                 | 1 – 1                                                                    | Australia                                                                | Qual. Mondiali 2014                                                      | 1                                                                        |                                                                          |
| 11-6-2013                                                                | Melbourne                                                                | Australia                                                                | 4 – 0                                                                    | Giordania                                                                | Qual. Mondiali 2014                                                      | -                                                                        | 60’                                                                      |
| 18-6-2013                                                                | Sydney                                                                   | Australia                                                                | 1 – 0                                                                    | Iraq                                                                     | Qual. Mondiali 2014                                                      | -                                                                        |                                                                          |
| 7-9-2013                                                                 | Brasilia                                                                 | Brasile                                                                  | 6 – 0                                                                    | Australia                                                                | Amichevole                                                               | -                                                                        | 59’                                                                      |
| 19-11-2013                                                               | Sydney                                                                   | Australia                                                                | 1 – 0                                                                    | Costa Rica                                                               | Amichevole                                                               | -                                                                        | 61’                                                                      |
| 5-3-2014                                                                 | Londra                                                                   | Australia                                                                | 3 – 4                                                                    | Ecuador                                                                  | Amichevole                                                               | -                                                                        | 67’                                                                      |
| 26-5-2014                                                                | Sydney                                                                   | Australia                                                                | 1 – 1                                                                    | Sudafrica                                                                | Amichevole                                                               | -                                                                        | 72’                                                                      |
| 6-6-2014                                                                 | Salvador                                                                 | Croazia                                                                  | 1 – 0                                                                    | Australia                                                                | Amichevole                                                               | -                                                                        | 81’                                                                      |
| 13-6-2014                                                                | Cuiabá                                                                   | Cile                                                                     | 3 – 1                                                                    | Australia                                                                | Mondiali 2014 - 1º turno                                                 | -                                                                        | 69’                                                                      |
| 18-6-2014                                                                | Porto Alegre                                                             | Australia                                                                | 2 – 3                                                                    | Paesi Bassi                                                              | Mondiali 2014 - 1º turno                                                 | -                                                                        | 77’                                                                      |
| 23-6-2014                                                                | Curitiba                                                                 | Australia                                                                | 0 – 3                                                                    | Spagna                                                                   | Mondiali 2014 - 1º turno                                                 | -                                                                        | 61’                                                                      |
| 4-9-2014                                                                 | Liegi                                                                    | Belgio                                                                   | 2 – 0                                                                    | Australia                                                                | Amichevole                                                               | -                                                                        | 60’                                                                      |
| 8-9-2014                                                                 | Londra                                                                   | Arabia Saudita                                                           | 2 – 3                                                                    | Australia                                                                | Amichevole                                                               | -                                                                        | 72’                                                                      |
| 14-10-2014                                                               | Doha                                                                     | Qatar                                                                    | 1 – 0                                                                    | Australia                                                                | Amichevole                                                               | -                                                                        | 76’                                                                      |
| 13-1-2015                                                                | Sydney                                                                   | Oman                                                                     | 0 – 4                                                                    | Australia                                                                | Coppa d'Asia 2015 - 1º turno                                             | -                                                                        | 77’                                                                      |
| 25-3-2015                                                                | Kaiserslautern                                                           | Germania                                                                 | 2 – 2                                                                    | Australia                                                                | Amichevole                                                               | -                                                                        | 61’                                                                      |
| 30-3-2015                                                                | Skopje                                                                   | Macedonia                                                                | 0 – 0                                                                    | Australia                                                                | Amichevole                                                               | -                                                                        | 46’                                                                      |
| 16-6-2015                                                                | Bishkek                                                                  | Kirghizistan                                                             | 1 – 2                                                                    | Australia                                                                | Qual. Mondiali 2018                                                      | 1                                                                        | 56’                                                                      |
| 8-9-2015                                                                 | Dušanbe                                                                  | Tagikistan                                                               | 0 – 3                                                                    | Australia                                                                | Qual. Mondiali 2018                                                      | -                                                                        | 78’                                                                      |
| 8-10-2015                                                                | Amman                                                                    | Giordania                                                                | 2 – 0                                                                    | Australia                                                                | Qual. Mondiali 2018                                                      | -                                                                        | 46’                                                                      |
| 17-11-2015                                                               | Dacca                                                                    | Bangladesh                                                               | 0 – 4                                                                    | Australia                                                                | Qual. Mondiali 2018                                                      | -                                                                        | 47’                                                                      |
| Totale                                                                   |                                                                          | Presenze                                                                 | 28                                                                       |                                                                          | Reti                                                                     | 2                                                                        |                                                                          |

## Palmarès

### Club
- Campionato cipriota: 1

APOEL Nicosia: 2017-2018

### Nazionale
- Coppa d'Asia: 1

2015